# Gormanite
La gormanite è un minerale.